# Urografie intravenoasă
Urografia intravenoasǎ este un examen radiologic cu ajutorul cǎreia se studiazǎ atât morfologia cât și funcționarea aparatului urinar.

## Indicații și contraindicații
Urografia intravenoasǎ (U.I.V.), examenul radiologic clasic al aparatului urinar, este unul dintre examenele radiologice practicate din ce în ce mai puțin în ziua de azi datoritǎ dozei de iradiere a pacientului. El este totuși examenul cel mai indicat în numeroase boli ale sistemului urinar, precum infecția urinarǎ, hematuria (prezenta de sânge în urinǎ), colicile nefretice și tulburǎrile micționale.

## Tehnica de examinare
Pregătirea bolnavului urmărește înlăturarea suprapunerii peste rinichi, uretere și vezica urinară a reziduurilor intestinale (gaze și materii fecale), fapt ce îngreunează foarte mult interpretarea rezultatelor.
Pregătirea presupune:
- regim alimentar fără reziduuri, început cu 2-3 zile înaintea efectuării investigației.
- evacuare completa a colonului. Acest lucru se realizeaza cu două clisme evacuatorii: una în seara dinaintea examenului, cea de-a doua în dimineața investigației.
- în cazul unui teren alergic cunoscut este necesar un tratament antialergic stabilit de medicul curant, efectuat anterior examenului urografic.

Urografia intravenoasǎ constǎ în radiografierea cǎilor urinare, dupǎ opacifierea acestora cu un produs de contrast iodat, care se injecteazǎ pe cale venoasǎ și se eliminǎ în urinǎ. Substanța de contrast se injectează într-una din venele de la plica cotului, apoi se execută radiografii la diferite intervale de timp (în mod obișnuit la 5, 15, 25 minute de la injectare), care vor surprinde secreția și eliminarea produsului de contrast în sistemul reno-urinar.
Examinarea dureazǎ aproximativ o orǎ și jumǎtate. Dupǎ examen, pacientul poate sǎ-si reia imediat activitǎțile.

## Vezi și
- Urologie